# Maestro della Misericordia

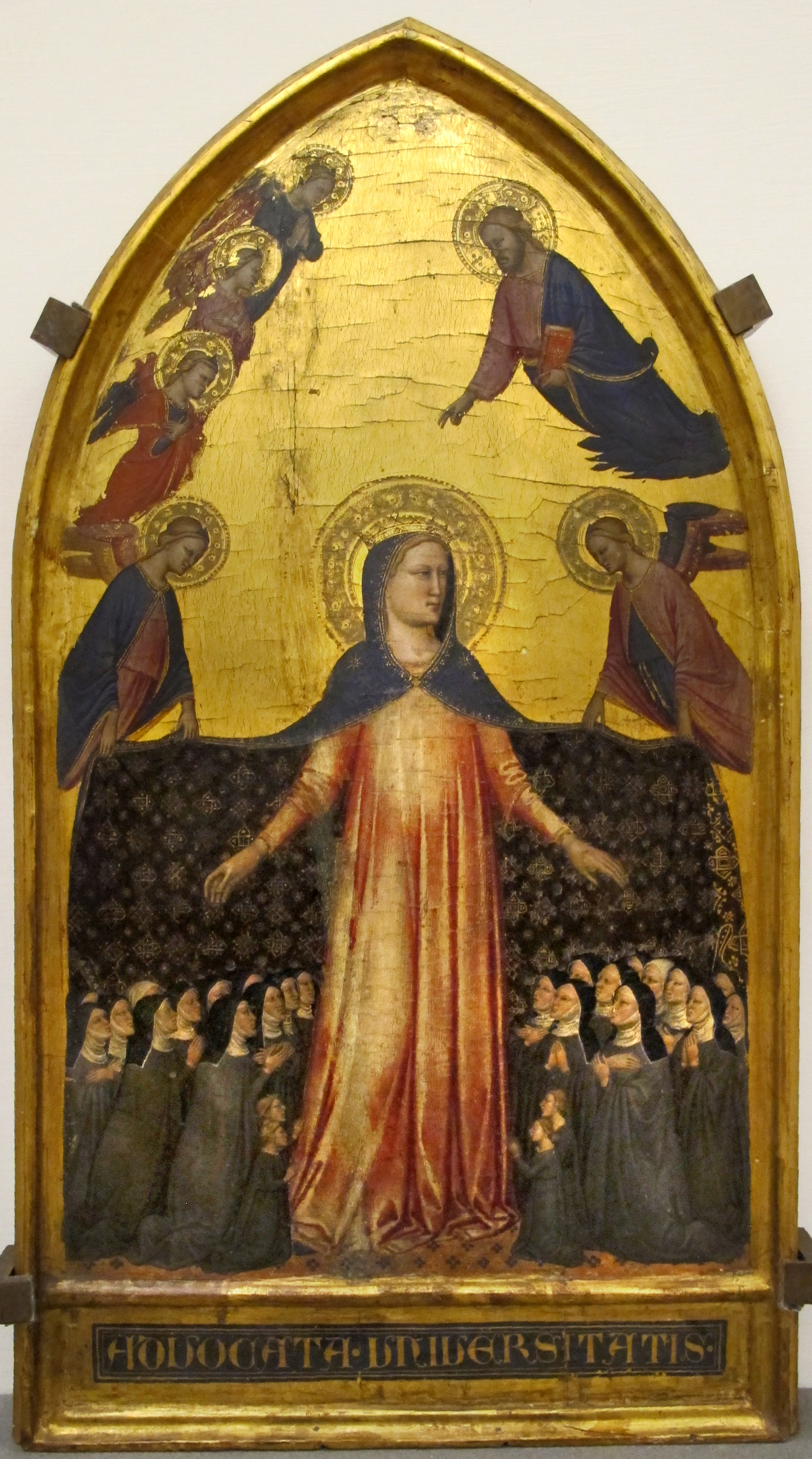
Opera eponima alla Galleria dell'Accademia

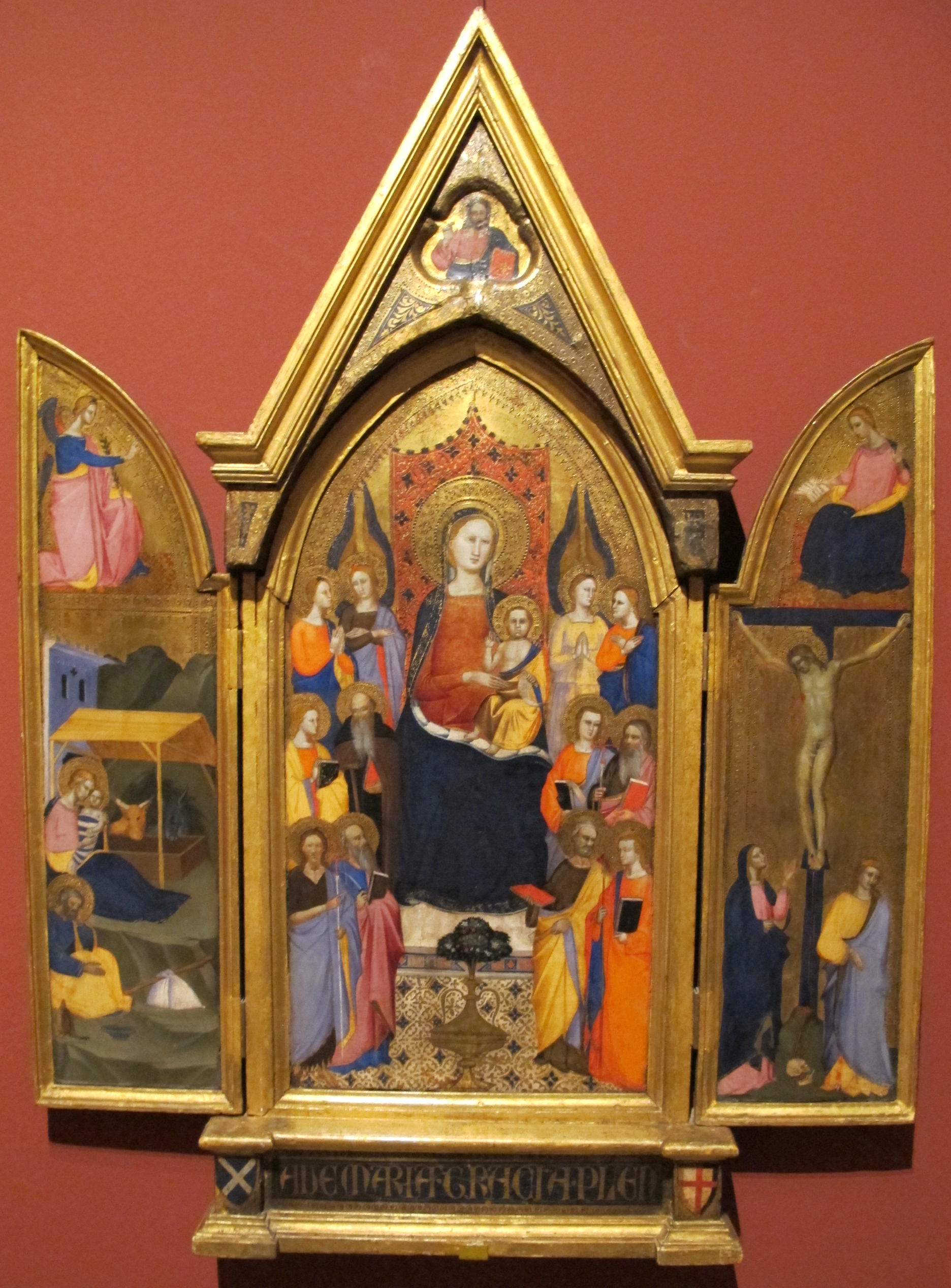
Altarolo portatile, Museo Pushkin

Il Maestro della Misericordia o Maestro della Madonna della Misericordia, fu un pittore fiorentino del Trecento italiano, attivo a Firenze tra il 1370 e il 1400.

## Storia e caratteristiche
Il primo a dargli questo nome fu Richard Offner, dopo aver identificato una sua opera della Galleria dell'Accademia di Firenze, che rappresenta la Madonna della Misericordia. Tuttavia altri studiosi, come Miklós Boskovits, sostengono che l'artista non sarebbe altri che il pittore Giovanni Gaddi.
Le sue opere, di derivazione giottesca, mostrano la semplicità delle decorazioni (prevalentemente floreali) e una certa ieraticità delle figure.

## Opere attribuite
- Madonna della Misericordia
- Madonna col Bambino in trono tra i santi Giovanni Battista, Paolo, Pietro, Tommaso e angeli musicanti
- Sant'Eligio nel laboratorio di oreficeria
- Sant'Eligio davanti a re Clotario